# ميدالية الخدمة المتميزة لناسا
وسام الخدمة المتميزة التابع لوكالة ناسا (بالإنجليزية: NASA Distinguished Service Medal)‏ هي أعلى جائزة يمكن أن تمنحها الإدارة الوطنية للملاحة الجوية والفضاء (ناسا) بالولايات المتحدة، ويجوز تقديم الميدالية إلى أي عضو في الحكومة الفيدرالية، بما في ذلك رواد الفضاء العسكريون والموظفون المدنيون، وتُمنح أيضًا لأولئك الذين يقدمون خدمة مميزة أو قدرة أو شجاعة، تم منح الميدالية من قبل اللجنة الاستشارية الوطنية من النوع أول الذي يتميز بختم وكالة ناسا من عام 1959 حتى عام 1964، ولكن تم استبداله بالميدالية الحالية والتي تعتبر من النوع الثاني.

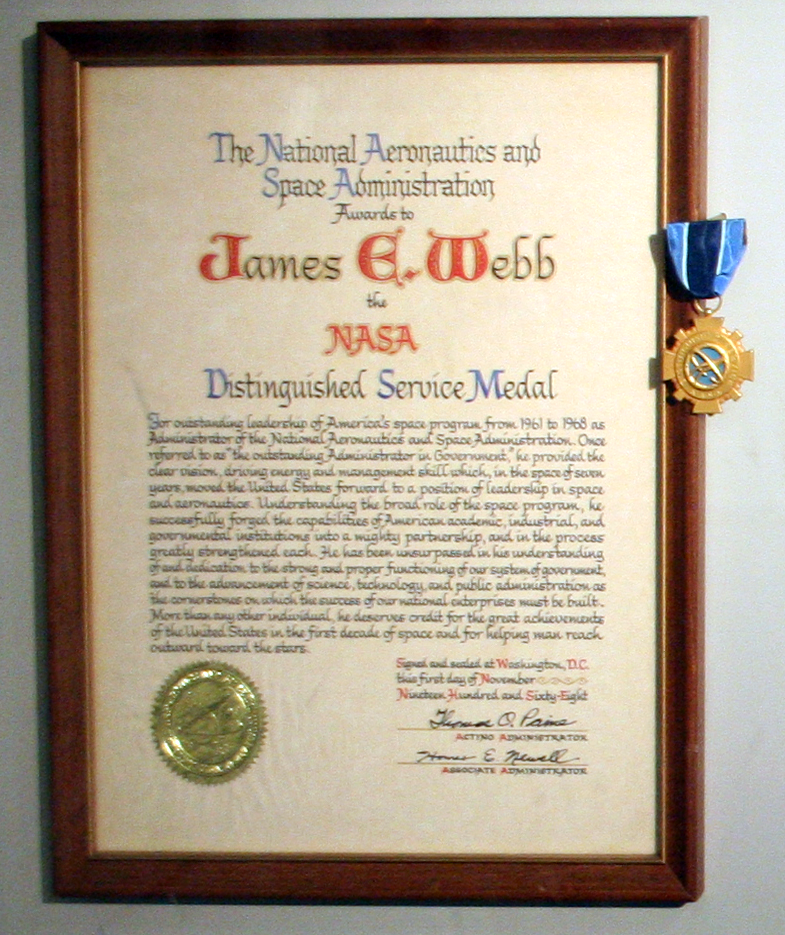
جائزة جيمس ويب (النوع الثاني) ، 1 نوفمبر 1968